# 玉諸村
玉諸村（たまもろむら）は山梨県西山梨郡にあった村。現在の甲府市中心部の東方、中央本線酒折駅南方・身延線南甲府駅東方一帯にあたる。

## 地理
- 河川：濁川

## 歴史
- 1921年（大正10年）7月1日 - 清田村・国里村が合併して発足。
- 1954年（昭和29年）10月17日 - 甲府市に編入。同日玉諸村廃止。

## 名所・旧跡・観光スポット・祭事・催事
- 玉諸神社
- 国玉の大橋